# Demonax macilentus
Demonax macilentus là một loài bọ cánh cứng trong họ Cerambycidae.